# Montes Pônticos
Os Montes Pônticos, também conhecidos como Cordilheira Pôntica, Montes do Ponto (em turco: Kuzey Anadolu Dağları ou Dogukaradeniz Dağları[a]) ou, localmente e em grego pôntico, como montanhas Parhar ("alto", "topo" em hitita), formam uma cadeia de montanhas no nordeste da Turquia, cujo extremo oriental se estende para dentro do sudoeste da Geórgia. 

## Descrição
A cadeia se estende de oeste para leste, paralelamente e próxima à costa sul do Mar Negro, desde a região de Trebizonda, passando por Artvin, na Turquia, e entrando no sudoeste da Geórgia. O pico mais alto da cadeia é o Kaçkar Dağı, no maciço dos Kaçkar[b], com 3 931 metros de altitude. A Falha do Norte da Anatólia e a Falha Oriental da Anatólia, falhas transcorrentes dispostas na orientação leste-oeste, acompanham toda a extensão da cordilheira.
As montanhas são majoritariamente cobertas por densas florestas, principalmente de coníferas. As florestas coníferas e caducifólias da Anatólia setentrional formam uma ecorregião que cobre a maior parte da cadeia, enquanto as florestas mistas do Cáucaso se estendem por toda a extremidade oriental da cordilheira dos Montes Kaçkar. A região abriga exemplares da fauna da Eurásia como o tetraz-do-cáucaso (Tetrao mlokosiewiczi), o melro-de-peito-branco, o canário-asiático (Serinus pusillus) e a trepadeira-dos-muros. 
A estreita faixa costeira entre as montanhas e o Mar Negro, conhecido historicamente como Ponto, é onde se encontram as florestas caducifólias do Ponto Euxino e da Cólquida, que contém algumas das únicas florestas temperadas da Europa. O Planalto da Anatólia, ao sul da cordilheira, apresenta um clima consideravelmente mais seco e mais continental que o litoral, úmido e mais ameno.